# UK Rock Chart

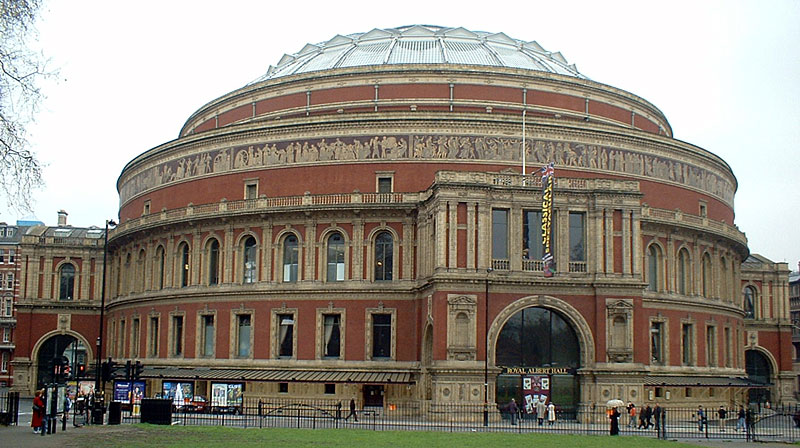
El Royal Albert Hall, Londres, un lloc important per a totes les formes de la música.

La UK Rock Chart (en català, Llista de Rock Britànica) normalment es refereix als 40 millors senzills del gènere rock (Top 40 Rock Singles Chart) i als 40 millors àlbums d'aquest gènere (Top 40 Rock Albums Chart) compilats per la The Official UK Charts Company que escull sobre les vendes de discs físics, per sobre de la mitjana del mateix gènere, en els punts de venda britànics.
La llista no està publicada a la web de l'OCC i només apareix a la web de la Radio 1, des de l'octubre del 2001, i al butlletí ChartsPlus.